# NGC 2257
NGC 2257 هي مجرة تتبع كوكبة أبو سيف. اكتشفها جون هيرشل في 30 نوفمبر 1834.

## روابط خارجية
- NGC 2257 على موقع ويكي سكاي: DSS2, SDSS, GALEX, IRAS, Hydrogen α, X-Ray, Astrophoto, Sky Map, Articles and images